# Open Arms (Journey)
Open Arms è una power ballad del gruppo musicale statunitense Journey, estratta come terzo singolo dal loro album Escape nel gennaio 1982. Scritta dal cantante Steve Perry e dal tastierista Jonathan Cain, è uno dei brani più famosi del gruppo nonché il loro maggior successo nella Billboard Hot 100, di cui mantenne il secondo posto in classifica per sei settimane consecutive tra febbraio e marzo del 1982.
Negli anni il brano è stato reinterpretato da vari artisti, tra cui Mariah Carey, che ne ha prodotto una nuova hit nel 1996.
La canzone è stata nominata da VH1 come la più grande power ballad di tutti i tempi. Inoltre è stata inserita al quarto posto tra le 100 più grandi canzoni d'amore.

## Storia
Il brano fu composto dal tastierista Jonathan Cain quando ancora faceva parte dei The Babys, ma non venne mai registrato dal gruppo. Fu dunque ripreso da Cain con la collaborazione di Steve Perry per l'album dei Journey Escape, nonostante il parere contrario degli altri membri che non volevano esibirsi in ballate.
Open Arms fu usata come colonna sonora del cartone animato Heavy Metal nel 1981, e successivamente estratta come terzo singolo da Escape nel gennaio 1982. Il brano fu inoltre utilizzato in alcune scene del film L'ultima vergine americana quello stesso anno. Divenne il singolo di maggior successo dei Journey, stazionando per sei settimane consecutive al secondo posto della Billboard Hot 100, tenuta distante dalla vetta solo da Centerfold della J. Geils Band e I Love Rock 'n' Roll di Joan Jett and the Blackhearts.

## Tracce
1. Open Arms – 3:21
2. Little Girl – 5:48

## Classifiche
| Classifica (1982)                | Posizione massima |
| -------------------------------- | ----------------- |
| Canada                           | 2                 |
| Stati Uniti                      | 2                 |
| Stati Uniti (adult contemporary) | 7                 |
| Stati Uniti (mainstream rock)    | 35                |

## Cover di Mariah Carey
La cantautrice statunitense Mariah Carey ha registrato una cover di Open Arms e l'ha pubblicata come terzo singolo dal suo album Daydream nel dicembre 1995. Il brano venne distribuito prevalentemente in Europa, dove la versione dei Journey era meno famosa rispetto al Nord America. Raggiunse il quarto posto in classifica nel Regno Unito nel febbraio 1996.

### Tracce
1. Open Arms – 3:25
2. Fantasy (Live) – 4:31
3. Vision of Love (Live) – 3:49
4. Make It Happen (Live) – 4:43

### Classifiche
| Classifica (1996) | Posizione massima |
| ----------------- | ----------------- |
| Australia         | 27                |
| Belgio (Vallonia) | 29                |
| Francia           | 29                |
| Germania          | 65                |
| Irlanda           | 7                 |
| Nuova Zelanda     | 8                 |
| Paesi Bassi       | 15                |
| Regno Unito       | 4                 |
| Svezia            | 54                |
| Svizzera          | 30                |

## Altre cover
- Il cantante country Collin Raye ha reinterpretato il brano per la sua raccolta Best of Collin Raye: Direct Hits nel 1997.
- Britney Spears ha incluso la canzone nella scaletta del suo ...Baby One More Time Tour nel 1999.
- Nel 2003 Clay Aiken ha eseguito la canzone durante una delle semifinali di American Idol; successivamente l'ha cantata in duetto con Kelly Clarkson.
- Il brano appare nella raccolta A Lifetime of Temporary Relief: 10 Years of B-Sides and Rarities del gruppo musicale Low.
- Il gruppo vocale Boyz II Men ha inciso una cover del brano per l'album Love nel 2009.
- Céline Dion ne ha registrato una nuova versione come traccia bonus dell'edizione giapponese dell'album Loved Me Back to Life nel 2013.